# 234P/LINEAR
234P/LINEAR – kometa krótkookresowa, należąca do rodziny Jowisza.

## Odkrycie
Kometa została odkryta 8 lutego 2002 roku w ramach programu badawczego LINEAR.

## Orbita komety i właściwości fizyczne
Orbita komety 234P/LINEAR ma kształt elipsy o mimośrodzie 0,25. Jej peryhelium znajduje się w odległości 2,86 j.a., aphelium zaś 4,78 j.a. od Słońca. Jej okres obiegu wokół Słońca wynosi 7,46 roku, nachylenie do ekliptyki to wartość 11,52˚.
Jądro tej komety ma rozmiary kilku kilometrów.